# ЮГОК (стадион)
Стадион ЮГОК — стадион в городе Кривой Рог Днепропетровской области. Домашняя арена местного любительского клуба ЮГОКа (Южный горно-обогатительный комбинат).

## История
Стадион ЮГОК в Кривом Роге построили после открытия Южного горно-обогатительного комбината в 1955 году. Известен тем, что 8 апреля 1994 состоялся матч между криворожским «Кривбассом» и харьковским «Металлистом». Матч 23-го тура Высшей лиги Украины планировался провести на домашней арене «Кривбасса» (стадион «Металлург»), но этот поединок перенесли на ЮГОКа. На матч пришло посмотреть 5000 болельщиков.